# Mord in bester Gesellschaft: In Teufels Küche
In Teufels Küche ist ein deutscher Fernsehfilm von Hajo Gies zu einem Drehbuch von Stefan Cantz und Jan Hinter aus dem Jahr 2013. Es handelt sich um die elfte Episode der Kriminalfilmreihe Mord in bester Gesellschaft mit Fritz Wepper als Psychiater Wendelin Winter in der Hauptrolle.

## Handlung
Psychiater Dr. Wendelin Winters Tochter Alexandra zieht wieder bei ihrem Vater in München ein. Seine Tochter ist der Gegend, weil sie gerade für den Sternekoch Max Loderer an dessen Biografie arbeitet. Winter horcht auf, als Loderers Küchenhilfe auf ominöse Weise zu Tode kommt. Gerade will er der Sache auf den Grund gehen, da stirbt auch der bekannte Sternekoch. Bei seinen Ermittlungen erfährt er, dass Loderer zu Lebzeiten Koks konsumiert hat.

## Hintergrund
Für In Teufels Küche wurde unter dem Arbeitstitel Gourmetmenü mit Mord vom 22. November 2012 bis zum 20. Dezember 2012 an Schauplätzen in München und Umgebung gedreht. Die Erstausstrahlung fand am Donnerstag, den 12. Dezember 2013 auf Das Erste statt.

## Kritik
Die Kritiker der Fernsehzeitschrift TV Spielfilm gaben dem Film eine mittlere Wertung, sie zeigten mit dem Daumen zur Seite. Sie befanden, „die Schneekugelwelt der Winters wird sachte durchgerüttelt. In weiteren Rollen bemühen sich Aglaia Szyszkowitz und Wayne Carpendale, ein spannendes Süppchen zu kochen, aber Krimi-Haute-Cuisine ist das nicht“ und konstatierten: „Wie Schonkost - bekömmlich aber fad.“